# Emanuele Testa
Emanuele Nazareno Testa, OFM (ur. 20 lutego 1923 w Maceratoli we Włoszech, zm. 13 stycznia 2011 w Asyżu) – włoski biblista, profesor teologii w dziedzinie nauk biblinych, franciszkanin, emerytowany wykładowca Franciszkańskiego Studium Biblijnego w Jerozolimie, filolog, poliglota.

## Biografia
Testa należał do umbryjskiej prowincji franciszkanów. W 1959 doktoryzował się z teologii w rzymskim Urbanianum. Posiadał też doktorat z nauk biblijnych rzymskiego Biblicum, który obronił w 1962. Do roku 1998 wykładał egzegezę biblijną i teologię Starego Testamentu we Franciszkańskim Studium Biblijnym w Jerozolimie przy Via Dolorosa. W latach 1975–1984 Testa był równocześnie wicerektorem Papieskiego Uniwersytetu Urbanianum w Rzymie. Autor publikacji dotyczących judeochrześcijan.

## Wybrana bibliografia

### Książki
- 1962 Il simbolismo dei giudeo-cristiani (SBF Collectio Maior 14)
- 1969 Genesi
- 1972 Cafarnao IV: I graffiti della casa di S. Pietro (SBF Collectio Maior 19)
- 1972 Herodion IV: I graffiti e gli ostraka
- 1973 Usi e riti degli ebrei ortodossi
- 1981 La missione e la catechesi nella Bibbia
- 1981 La morale dell'Antico Testamento
- 1992 The faith of the Mother Church. An essay on the theology of the Judeo-Christians (SBF Collectio Minor 32)
- 1997 Le mitiche rocce della salvezza a Gerusalemme (SBF Collectio Minor 35)

### Artykuły
- La testimonianza degli Apostoli, Liber Annuus 11 (1960-61) 145-171
- La creazione del mondo nel pensiero dei SS. Padri (contributo alla storia dell'esegesi), Liber Annuus 16 (1965-66) 2-68
- Noè nuovo Adamo secondo i santi Padri, Rivista biblica 14 (1966) 509-514
- Il targum di Isaia 55,1.13, scoperto a Nazaret e la teologia sui pozzi dell'acqua viva, Liber Annuus 17 (1967) 159-189
- Il Paradiso dell'Eden secondo i SS. Padri (contributo alla storia dell'esegesi), Liber Annuus 18 (1968) 94-152
- Lo schema letterario sulla distruzione del Tempio e di Gerusalemme, Liber Annuus 24 (1974) 265-316
- L'Emmanuele e la Santa Sion, Liber Annuus 25 (1975) 171-192